# KS Hutnik Cracovie (handball)
Maillots
La section handball du KS Hutnik Cracovie (KS Hutnik Kraków en polonais) est un club polonais de handball basé à Cracovie.

## Palmarès
- Championnat de Pologne (3) : 1979, 1980, 1981